# Artigat
Artigat és un municipi francès, situat al departament de l'Arieja i a la regió d'Occitània. El 2021 comptava amb 558 habitans.